# Burg, Bernkastel-Wittlich
Burg là một xã ở huyện Bernkastel-Wittlich, trong bang Rheinland-Pfalz, Xã Burg, Bernkastel-Wittlich có diện tích 3,37 km², dân số thời điểm ngày 31 tháng 12 năm 2006 là 436 người.